# Чесма (річка)
Че́сма (хорв. Česma) — річка в Хорватії, ліва притока річки Лоньї (басейн Дунаю та Чорного моря). 
Довжина річки — 123 км, площа басейну — 2 890 км², пересічний показник витрат води — 14,1 м³/с.
Найбільша притока — Глоговниця (права). На Чесмі розташоване місто Чазма і декілька селищ.

## Географія протікання
Чесма починається на південних схилах горбистої гряди Білогора від злиття потоків Грджевиця і Барна. Початок річки розташований біля села Павловац на відстані приблизно 6 км на північний захід від міста Грубишно-Полє. Чесма швидко збільшується, підживлюючись численними струмками, які стікають з Білогори й Мославинських пагорбів. Біля міста Чазма в Чесму праворуч впадає її найбільша притока — Глоговница. Чесма впадає в Лонью на відстані приблизно 10 км на північний схід від Сисаку.
Майже вся течія річки минає рівнинними болотистими територіями. На Чесмі та її притоках було здійснено численні гідрологічні роботи, відтак більша частина русла річки є зарегульованою і перетвореною в канал, значна частина навколишніх боліт була осушена або перетворена в рибницькі ставки, береги річки були укріплені для захисту від паводків. Рибницькі ставки вздовж Чесми, що живляться струмками, які впадають у неї, крім своєї основної функції служать також місцем для гніздування болотяних птахів та для відпочинку перелітних. Загальна площа рибницьких ставків уздовж Чесми — 1346 га.